# Joseph Schwartz
Joseph Schwartz es un personaje de la Saga de la Fundación de Isaac Asimov, y es el protagonista central de la novela Un guijarro en el cielo. 
Schwartz es un sastre jubilado natal del Chicago de comienzos de finales de los años cuarenta del siglo XX, un hombre común y corriente, admirador de los poemas de Browning y que valora mucho su cercana vejez. Por azar del destino es arrojado en una kafkiana aventura en el tiempo y el espacio, lejos de los suyos. Debido a un raro incidente nuclear es transportado a la Tierra de un lejano futuro (presumiblemente unos 50.000 años después de su época), la cual está extremadamente radiactiva. Schwartz, quien desconoce este suceso, se encuentra caminando por una desierta carretera en las inmediaciones de Chica (Chicago en el futuro) hasta que llega la noche;  localiza un domicilio en medio de una especie de campo agrícola. Unos granjeros lo acogen y cuidan de él, aunque sin entender palabra alguna de lo que dice, ya que los idiomas han evolucionado hasta hacerse totalmente ininteligibles. Entabla amistad con un hombre de 65 años, quien ha violado la Ley de los Sesenta (edad en la que se practicaba la eugenesia obligada a todos los que la alcanzaban). Luego, es llevado con un médico llamado Affret Shekt, quien le efectúa un muy peligroso tratamiento de sinapsificación (proceso que aumenta la velocidad de transmisión neuronal), del cual logra sobrevivir, adquiriendo poderes mentales y telepatía, los cuales hacen que pueda aprender más rápido el Galáctico Estándar, idioma dominante en todo el Imperio Galáctico. 
Logra escapar del centro médico, desconociendo sus nuevas habilidades, las que aún no se han desarrollado. Va caminando hasta la carretera, en busca de su Chicago natal, desconociendo que se encuentra en una época futura. Un agente de la policía política lo sigue, pensando que es un criminal, y luego lo arresta. Schwartz, en un ataque de miedo e ira, mata a su perseguidor, sin tocarlo, sólo con desearlo. Luego va hasta Chica, que, apenas con 20.000 habitantes, es la mayor ciudad de la Tierra. En la ciudad se topa con el arqueólogo Bel Arvardan, procedente del Sector Sirio, el cual busca el origen de la Humanidad en el raro planeta. Pronto es arrestado e incriminado como infectado con el virus de la radiación (un virus modificado genética y naturalmente por la radiación del planeta, lo que lo hace pasar de un simple sarampión a un poderoso virus mutante tipo Ébola, frente al cual sólo los terrestres tienen defensas); también caen Arvardan y la hija del Shekt, Pola. Así, son llevados ante el Secretario del Primer Ministro de la Tierra, quien tiene un plan para destruir el Imperio Galáctico con el mencionado virus. Pero Schwartz logra, primero, controlar al Secretario con sus poderes mentales, y luego, con ayuda de los agentes imperiales, abortar el plan que éste había trazado maléficamente. 
Schwartz se hace cargo de su nueva condición de habitante del Imperio Galáctico creado por Trántor y logra ayudar a Arvardan a rememorar el sagrado lugar de origen de la Humanidad, quedándose a trabajar para ayudar a restituir al dañado planeta.

## Fuente
- Asimov, Isaac (1951). Un guijarro en el cielo/Los últimos Límites. Editorial Martínez Roca.